# Sagittaria subulata
Sagittaria subulata là một loài thực vật có hoa trong họ Alismataceae. Loài này được (L.) Buchenau miêu tả khoa học đầu tiên năm 1871.